# The Game Awards 2022
Les Games Awards 2022 sont l'édition des Game Awards qui se tient le 8 décembre 2022 et qui distingue des jeux vidéo sortis dans l'année 2022. La cérémonie est présentée par Geoff Keighley au Microsoft Theater.

## Présentation de jeux
En plus des récompenses, des annonces sur des jeux existants et des nouveaux ont été faites. Des nouvelles ont été données concernant Final Fantasy XVI, Star Wars Jedi: Survivor Returnal, Horizon Call of the Mountain, Horizon Forbidden West, Street Fighter 6, Suicide Squad: Kill the Justice League, Among Us, Dune: Awakening, Genshin Impact, Fire Emblem Engage, Tekken 8, Baldur's Gate III, Blue Protocol, Warhammer 40,000: Space Marine 2, Blood Bowl 3, Cyberpunk 2077, Wild Hearts, Diablo IV, Blanc, Forspoken, Replaced, Dead Cells et The Lords of the Fallen.
Les nouveaux jeux annoncés durant la cérémonie sont :
- Armored Core VI: Fires of Rubicon
- Banishers: Ghosts of New Eden
- Bayonetta Origins: Cereza and the Lost Demon
- Crash Team Rumble
- Crime Boss: Rockay City
- Death Stranding 2
- Earthblade
- Hades II
- Hellboy
- Immortals of Aveum
- Judas
- Remnant 2
- Transformers: Reactivate

## Nominations
Les nominations sont annoncées le 14 novembre 2022.

## Palmarès
| Meilleur jeu | Meilleure réalisation |
| --- | --- |
| - Elden Ring - FromSoftware/Bandai Namco Entertainment - A Plague Tale: Requiem - Asobo Studio/Focus Entertainment - God of War: Ragnarök - SIE Santa Monica Studio/Sony Interactive Entertainment - Horizon Forbidden West - Guerrilla Games/Sony Interactive Entertainment - Stray - BlueTwelve Studio/Annapurna Interactive - Xenoblade Chronicles 3 - Monolith Soft/Nintendo | - Elden Ring - FromSoftware/Bandai Namco Entertainment - God of War: Ragnarök - SIE Santa Monica Studio/Sony Interactive Entertainment - Horizon Forbidden West - Guerrilla Games/Sony Interactive Entertainment - Immortality - Sam Barlow/Half Mermaid Productions - Stray - BlueTwelve Studio/Annapurna Interactive           |
| Meilleur jeu en évolution | Meilleure narration |
| - Final Fantasy XIV - Square Enix - Apex Legends - Respawn Entertainment/Electronic Arts - Destiny 2: The Witch Queen - Bungie Studios - Fortnite - Epic Games - Genshin Impact - miHoYo | - God of War: Ragnarök - SIE Santa Monica Studio/Sony Interactive Entertainment - A Plague Tale: Requiem - Asobo Studio/Focus Entertainment - Elden Ring - FromSoftware/Bandai Namco Entertainment - Horizon Forbidden West - Guerrilla Games/Sony Interactive Entertainment - Immortality - Sam Barlow/Half Mermaid Productions |
| Meilleure direction artistique | Meilleure musique |
| - Elden Ring - FromSoftware/Bandai Namco Entertainment - God of War: Ragnarök - SIE Santa Monica Studio/Sony Interactive Entertainment - Horizon Forbidden West - Guerrilla Games/Sony Interactive Entertainment - Scorn - Ebb Software/Kepler Interactive - Stray - BlueTwelve Studio/Annapurna Interactive                                                                     | - God of War: Ragnarök - SIE Santa Monica Studio/Sony Interactive Entertainment - A Plague Tale: Requiem - Asobo Studio/Focus Entertainment - Elden Ring - FromSoftware/Bandai Namco Entertainment - Metal: Hellsinger - The Outsiders/Funcom - Xenoblade Chronicles 3 - Monolith Soft/Nintendo                                  |
| Meilleur design audio | Meilleure performance d'acteur |
| - God of War: Ragnarök - SIE Santa Monica Studio/Sony Interactive Entertainment - Call of Duty: Modern Warfare II - Infinity Ward/Activision - Elden Ring - FromSoftware/Bandai Namco Entertainment - Gran Turismo 7 - Polyphony Digital/Sony Interactive Entertainment - Horizon Forbidden West - Guerrilla Games/Sony Interactive Entertainment                                | - God of War: Ragnarök - Christopher Judge pour Kratos - Horizon Forbidden West - Ashly Burch pour Aloy - Immortality - Manon Gage pour Marissa Marcel - A Plague Tale: Requiem - Charlotte McBurney pour Amicia de Rune - God of War: Ragnarök - Sunny Suljic pour Atreus                                                       |
| Meilleur jeu à message positif (Games for Impact) | Meilleur jeu indépendant |
| - As Dusk Falls - Interior Night/Xbox Game Studios - A Memoir Blue (en) - Cloisters Interactive/Annapurna Interactive - Citizen Sleeper - Jump Over the Age/Fellow Traveller - Endling: Extinction is Forever (en) - Herobeat Studios/HandyGames - Hindsight - Joel McDonald/Annapurna Interactive - I Was a Teenage Exocolonist (en) - Northway Games/Finji                     | - Stray - BlueTwelve Studio/Annapurna Interactive - Cult of the Lamb - Massive Monster/Devolver Digital - Neon White - Angel Matrix/Annapurna Interactive - Sifu - Sloclap - Tunic - Andrew Shouldice/Finji |
| Meilleur jeu mobile | Meilleur jeu VR/AR |
| - Marvel Snap - Second Dinner/Nuverse - Apex Legends - Respawn Entertainment/Electronic Arts - Diablo Immortal - NetEase/Blizzard Entertainment - Genshin Impact - miHoYo - Tower of Fantasy - Hotta Studio/Level Infinite | - Moss: Book II - Polyarc - After the Fall - Vertigo Games - Among Us - Innersloth - Bonelab - Stress Level Zero - Red Matter 2 - Vertical Robot |
| Meilleur jeu d'action | Meilleur jeu d'action/aventure |
| - Bayonetta 3 - PlatinumGames/Nintendo - Call of Duty: Modern Warfare II - Infinity Ward/Activision - Neon White - Angel Matrix/Annapurna Interactive - Sifu - Sloclap - Teenage Mutant Ninja Turtles: Shredder's Revenge - Tribute Games/Dotemu | - God of War: Ragnarök - SIE Santa Monica Studio/Sony Interactive Entertainment - A Plague Tale: Requiem - Asobo Studio/Focus Entertainment - Horizon Forbidden West - Guerrilla Games/Sony Interactive Entertainment - Stray - BlueTwelve Studio/Annapurna Interactive - Tunic - Andrew Shouldice/Finji                         |
| Meilleur RPG | Meilleur jeu de combat |
| - Elden Ring - FromSoftware/Bandai Namco Entertainment - Live A Live - Square Enix/Nintendo - Légendes Pokémon : Arceus - Game Freak/The Pokémon Company/Nintendo - Triangle Strategy - Artdink/Square Enix - Xenoblade Chronicles 3 - Monolith Soft/Nintendo | - MultiVersus - Player First Games/Warner Bros. Interactive Entertainment - DNF Duel - Arc System Works/Eighting/Neople/Nexon - JoJo's Bizarre Adventure: All Star Battle R - CyberConnect2/Bandai Namco Entertainment - The King of Fighters XV - SNK Corporation - Sifu - Sloclap                                              |
| Meilleur jeu pour la famille | Meilleur jeu de stratégie |
| - Kirby et le monde oublié - HAL Laboratory/Nintendo - Lego Star Wars : La Saga Skywalker - Traveller's Tales/Warner Bros. Interactive Entertainment - Mario + The Lapins Crétins: Sparks of Hope - Ubisoft - Nintendo Switch Sports - Nintendo - Splatoon 3 - Nintendo | - Mario + The Lapins Crétins: Sparks of Hope - Ubisoft - Dune: Spice Wars - Shiro Games/Funcom - Total War: Warhammer 3 - Creative Assembly/Sega - Two Point Campus - Two Point Studios/Sega - Victoria 3 - Paradox Development Studio/Paradox Interactive                                                                       |
| Meilleur jeu de sport/course | Meilleur jeu multijoueur |
| - Gran Turismo 7 - Polyphony Digital/Sony Interactive Entertainment - F1 22 - Codemasters/EA Sports - FIFA 23 - EA Sports - NBA 2K23 - Visual Concepts/2K Sports - OlliOlli World - Roll7/Private Division | - Splatoon 3 - Nintendo - Call of Duty: Modern Warfare II - Infinity Ward/Activision - MultiVersus - Player First Games/Warner Bros. Interactive Entertainment - Overwatch 2 - Blizzard Entertainment - Teenage Mutant Ninja Turtles: Shredder's Revenge - Tribute Games/Dotemu                                                  |
| Meilleur premier jeu indépendant | Meilleur lien avec sa communauté |
| - Stray - BlueTwelve Studio/Annapurna Interactive - Neon White - Angel Matrix/Annapurna Interactive - Norco - Geography of Robots/Raw Fury - Tunic - Andrew Shouldice/Finji - Vampire Survivors - Luca Galante | - Final Fantasy XIV - Square Enix - Apex Legends - Respawn Entertainment/Electronic Arts - Destiny 2: The Witch Queen - Bungie Studios - Fortnite - Epic Games - No Man's Sky - Hello Games |
| Meilleur jeu E-Sport | Meilleur joueur E-Sport |
| - Valorant - Riot Games - Counter-Strike: Global Offensive - Valve - Dota 2 - Valve - League of Legends - Riot Games - Rocket League - Psyonix | - Yay - Chovy - Faker - Karrigan - S1mple |
| Meilleure équipe E-sport | Créateur de contenu de l'année |
| - LOUD - DarkZero Esports - FaZe Clan - Gen.G - Los Angeles Thieves | - Ludwig Ahgren - Karl Jacobs - Nibellion - Nobru - QTCinderella |
| Meilleure coach E-sport | Meilleur événement E-sport |
| - BzkA - B1ad3 - D00mbr0s - RobbaN - Score | - Championnat du monde de League of Legends 2022 - Evo 2022 - PGL Major Antwerp 2022 - 2022 Mid-Season Invitational - 2022 Valorant Champions |
| Meilleure innovation pour l’accessibilité | Jeu le plus attendu |
| - God of War: Ragnarök - SIE Santa Monica Studio/Sony Interactive Entertainment - As Dusk Falls - Interior Night/Xbox Game Studios - Return to Monkey Island - Terrible Toybox/Lucasfilm Games/Devolver Digital - The Last of Us Part I - Naughty Dog/Sony Interactive Entertainment - The Quarry - Supermassive Games/2K Games                                                  | - The Legend of Zelda: Tears of the Kingdom - Nintendo - Final Fantasy XVI - Square Enix - Hogwarts Legacy : L'Héritage de Poudlard - Avalanche Software/Warner Bros. Interactive Entertainment - Resident Evil 4 - Capcom - Starfield - Bethesda Game Studios/Bethesda Softworks                                                |
| Meilleure adaptation | Vote du public |
| - Arcane - Cyberpunk: Edgerunners - Le Cuphead Show ! - Sonic 2, le film - Uncharted | - Genshin Impact - miHoYo - Elden Ring - FromSoftware/Bandai Namco Entertainment - God of War: Ragnarök - SIE Santa Monica Studio/Sony Interactive Entertainment - Sonic Frontiers - Sonic Team/Sega - Stray - BlueTwelve Studio/Annapurna Interactive                                                                           |

## Statistiques

### Nominations multiples pour les jeux
| Nombres de nominations | Nombres de Prix | Jeux                                             |
| ---------------------- | --------------- | ------------------------------------------------ |
| 10                     | 6/10            | God of War: Ragnarök                             |
| 7                      | 4/7             | Elden Ring                                       |
| 7                      | 0/7             | Horizon Forbidden West                           |
| 6                      | 2/6             | Stray                                            |
| 5                      | 0/5             | A Plague Tale: Requiem                           |
| 3                      | 1/3             | Genshin Impact                                   |
| 3                      | 0/3             | Apex Legends                                     |
| 3                      | 0/3             | Call of Duty: Modern Warfare II                  |
| 3                      | 0/3             | Immortality                                      |
| 3                      | 0/3             | Neon White                                       |
| 3                      | 0/3             | Sifu                                             |
| 3                      | 0/3             | Tunic                                            |
| 3                      | 0/3             | Xenoblade Chronicles 3                           |
| 2                      | 2/2             | Final Fantasy XIV                                |
| 2                      | 1/2             | As Dusk Falls                                    |
| 2                      | 1/2             | Gran Turismo 7                                   |
| 2                      | 1/2             | Mario + The Lapins Crétins: Sparks of Hope       |
| 2                      | 1/2             | MultiVersus                                      |
| 2                      | 1/2             | Splatoon 3                                       |
| 2                      | 0/2             | Destiny 2: The Witch Queen                       |
| 2                      | 0/2             | Fortnite                                         |
| 2                      | 0/2             | Teenage Mutant Ninja Turtles: Shredder's Revenge |

### Nominations multiples pour les éditeurs
| Nombres de nominations | Éditeurs                               |
| ---------------------- | -------------------------------------- |
| 20                     | Sony Interactive Entertainment         |
| 11                     | Annapurna Interactive                  |
| 11                     | Nintendo                               |
| 8                      | Bandai Namco Entertainment             |
| 6                      | Square Enix                            |
| 5                      | Electronic Arts                        |
| 5                      | Focus Entertainment                    |
| 4                      | Finji                                  |
| 4                      | Warner Bros. Interactive Entertainment |
| 3                      | Activision                             |
| 3                      | Half Mermaid Productions               |
| 3                      | Sloclap                                |
| 2                      | 2K Games                               |
| 2                      | Bungie Studios                         |
| 2                      | Devolver Digital                       |
| 2                      | Dotemu                                 |
| 2                      | Epic Games                             |
| 2                      | Funcom                                 |
| 2                      | miHoYo                                 |
| 2                      | Riot Games                             |
| 2                      | Sega                                   |
| 2                      | Ubisoft                                |
| 2                      | Valve                                  |
| 2                      | Xbox Game Studios                      |